# Hermann Ier de Misnie
Hermann Ier (vers 980 - 1er novembre 1038) est margrave de Misnie de 1009 à 1038. Il est aussi margrave de Haute-Lusace de 1004 à 1007, puis comte de Bautzen en 1007 et comte d'Hassegau de 1028 à sa mort.

## Biographie
Hermann est le fils aîné d'Ekkehard Ier de Misnie (Eggihardus en latin) et de son épouse Swanhilde. Ekkehard, issu de la chevalerie de Thuringe, est le premier margrave de Misnie, titre et fonction concédés par l'empereur pour défendre les marches des invasions venues de l'est.
Hermann épouse en 1002 ou 1003 la princesse Reglindis, fille du duc Boleslas Ier de Pologne, ce qui garantit pour un temps la paix extérieure. Boleslas venait en effet de faire la guerre dans la Marche de Misnie et occupait Meissen (Misnie en français vieilli). Il renonce à l'occupation en recevant en échange du nouvel empereur Henri II, la Marche de Lusace en 1002. Celle-ci est donc amputée de la Misnie que Boleslas attribue à son beau-frère Gunzelin de Kuckenburg qui est aussi l'oncle d'Hermann. L'empereur Henri II entre en campagne en 1004 contre Boleslas le Brave et parvient à s'emparer de la forteresse de Bautzen, au prix de lourdes pertes. Il en donne le comté à Hermann en 1007. Hermann et son frère cadet Ekkehard, privés de ce qu'ils considèrent faire partie de leur héritage, depuis l'assassinat de leur père, prennent les armes en 1007 dans l'armée de l'empereur  contre Boleslas qui s'était emparé entretemps de la Marche de Lusace et des environs de Meissen, puis en 1009 contre leur oncle Gunzelin. Cette guerre est particulièrement meurtrière, Gunzelin incendie Rochlitz, mais Hermann et son frère parviennent à la gagner. Gunzelin est déposé par l'empereur en août 1009. Hermann est donc élu margrave par le conseil des électeurs germaniques, sur l'intervention de l'impératrice Cunégonde et de l'archevêque de Magdebourg ce qui est reconnu par l'empereur saint Henri, avec lequel Hermann entretient des rapports de confiance.
Il devient veuf en mars 1014. Quelques mois plus tard, Henri II repart en guerre contre Boleslas, mais Hermann n'y prend pas part. Son demi-frère, le margrave Gero II y meurt.
Hermann conclut le traité de Bautzen en 1018 qui est signé par l'empereur et son beau-père Boleslas, ce qui met fin à quinze années de guerre. La Pologne renonce définitivement à la Misnie et obtient la Marche de Lusace et la Moravie, tandis qu'Henri II obtient la Bohême. Le duc Boleslas le Brave devient plus tard roi de Pologne.
Hermann Ier lutte aussi en Thuringe contre les comtes de Weimar et s'oppose à l'évêque de Mersebourg Dithmar à propos de l'exploitation de la forêt de Rochlitz et des droits de chasse.
Sa résidence habituelle est au château fort de Meissen et à Naumbourg. Le pape Jean XIX accède en 1028 à sa demande de faire de Naumbourg un siège épiscopal et la construction de la cathédrale débute en 1029.
Hermann est présent à la signature du traité de 1031 signé par l'empereur Conrad II et le roi de Pologne Miezko II. 
Son frère Ekkehard lui succède à sa mort en 1038. Sa politique constante était de s'opposer à la menace de la Pologne de s'emparer de Meissen et de la Marche de Misnie.